# Solleröloppet
Das Radrennen Solleröloppet war ein schwedischer Straßenradsportwettbewerb, der von 1934 bis 2015 als Eintagesrennen veranstaltet wurde.

## Geschichte
Das Rennen Solleröloppet wurde 1934 begründet und gehörte zu den traditionsreichen Eintagesrennen in Schweden. Initiator des Rennens war der Verein „Sollerö IF“. Der Kurs führte um den Siljansee in der historischen Provinz Dalarna im zentralen Schweden. Das Ziel lag in Sollerön (Ort). 2004, 2006, 2010 und 2011 wurde das Rennen als nationale Meisterschaft im Straßenrennen ausgetragen.

## Palmarès
- 1934  Herman Öhman
- 1935  Gösta Björklund
- 1936  Herman Öhman
- 1937  Martin Lundin
- 1938  Ingvar Eriksson
- 1939  Harry Jansson
- 1940 nicht ausgetragen
- 1941  Åke Seyffarth
- 1942  Åke Seyffarth
- 1943  Sven Johansson
- 1944  Sven Johansson
- 1945  Harry Jansson
- 1946  Harry Jansson
- 1947  Sven Johansson
- 1948  Yngve Lundh
- 1949  Owe Nordqvist
- 1950  Harry Larsson
- 1951  Ove Nordqvist
- 1952  Yngve Lund
- 1953  Eluf Dalgaard
- 1954  Eluf Dalgaard
- 1955  Gösta Söderström
- 1956  Axel Öhgren
- 1957  Axel Öhgren
- 1958  Gunnar Wilhelm Göransson
- 1959  Rune Nilsson
- 1960  Oswald Johansson
- 1961  Sven Uno Stensson
- 1962  Paul Munther
- 1963  Gösta Pettersson
- 1964  Sven Hamrin
- 1965  Sven Hamrin
- 1966  Tomas Pettersson
- 1967  Erik Pettersson
- 1968  Erik Pettersson
- 1969  Erik Pettersson
- 1970  Arve Haugen
- 1971  Christer Lönnerby
- 1972  Josef Ripfel
- 1973  Roine Grönlund
- 1974  Alf Segersäll
- 1975  Bernt Johansson
- 1976  Mats Mikiver
- 1977  Lars Ericsson
- 1978  Alf Segersäll
- 1979  Magne Orre
- 1980  Claes Svensson
- 1981  Peter Jonsson
- 1982  Ole Kristian Silseth
- 1983  Stefan Brykt
- 1984  Anders Adamsson
- 1985  Allen Andersson
- 1986  Lars Wahlqvist
- 1987  Björn Johansson
- 1988  Raoul Fahlin
- 1989  Raoul Fahlin
- 1990  Håkan Arvidsson
- 1991  Johan Fagrell
- 1992  Glenn Magnusson
- 1993  Anders Wickholm
- 1994  Michel Lafis
- 1995  Klas Johansson
- 1996  Michel Lafis
- 1997  Michel Lafis
- 1998  Vegard Øverås Lied
- 1999  Marcus Ljungqvist
- 2000  Michel Lafis
- 2001  Marcus Ljungqvist
- 2002  Gustav Larsson
- 2003  Thomas Lövkvist
- 2004  Petter Renäng
- 2005  Marcus Ljungqvist
- 2006  Thomas Lövkvist
- 2007  Petter Renäng
- 2008  Niklas Axelsson
- 2009  Michael Stevenson
- 2010  Michael Stevensson
- 2011  Philip Lindau
- 2012  Magnus Darvell
- 2013  Christoffer Kvist
- 2014  Christofer Stevenson
- 2015  Christofer Stevenson